# Pierre Alexis de Ponson du Terrail
Pour les articles homonymes, voir Ponson et Terrail.
Pierre Allexi Joseph, Ferdinand de Ponson du Terrail, connu sous le titre de vicomte de Ponson du Terrail, né le 8 juillet 1829 à Montmaur et mort le 20 janvier 1871 à Bordeaux, est un écrivain français.
Écrivain populaire, il a écrit 200 romans et feuilletons en vingt ans. Personnage phare du roman populaire, c’est l’un des maitres du roman-feuilleton, notamment célèbre pour son personnage Rocambole, dont le nom est passé dans la langue française avec l’adjectif « rocambolesque ». Sa mort prématurée est due en partie aux souffrances et aux fatigues endurées lors de son engagement dans la guerre de 1870.

## Biographie

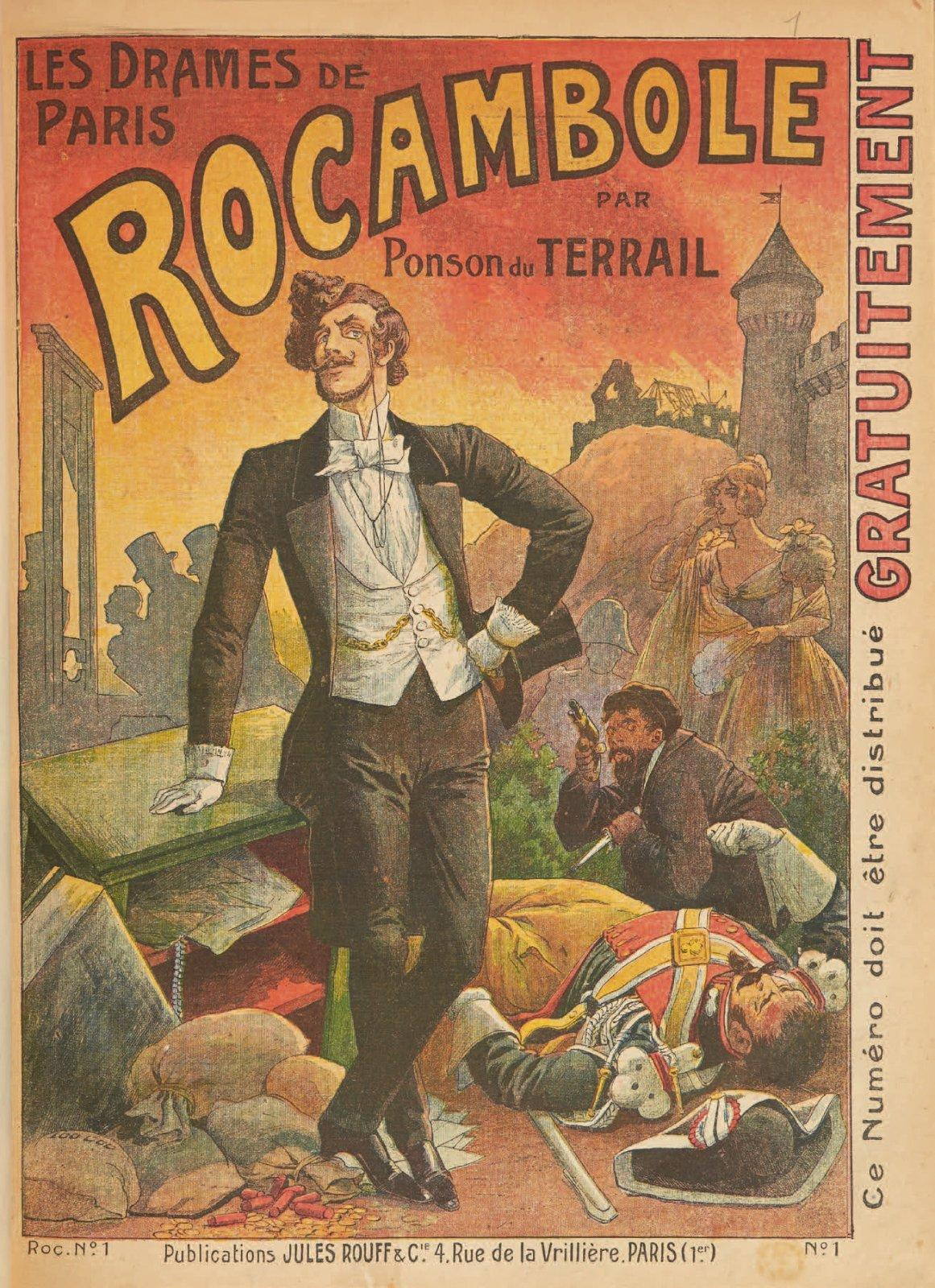
Illustration des Drames de Paris. Rocambole aux éditions Jules Rouff, 1 1 1884.

Ponson est né dans la propriété de campagne de son grand-père maternel Pierre Toscan du Terrail, de Ferdinand Marie de Ponson et de Marie Suzanne Bénédicte Toscan du Terrail, ses parents étant alors domiciliés à Simiane, berceau de la famille Simiane. D’une vieille famille militaire persuadée de descendre de Bayard, sieur du Terrail, c’était le neveu du général Toscan de Terrail.
De 1838 à 1844, il est élève au collège d’Apt. En 1845, âgé d’environ seize ans, il étudiait au lycée de Marseille, actuel lycée Thiers, pour entrer à l’école navale. Il y avait dans ce lycée un maitre d’études, nommé Suzini, qui avait habité Paris, où il s’était rendu, comme tant de jeunes, avec l’espoir d’y acquérir gloire et fortune dans les lettres, avant de revenir enseigner en Provence. Il connaissait néanmoins parfaitement tous les écrivains en renom et, comme il avait pris en amitié le jeune Ponson, il lui parlait souvent de ces écrivains, il l’initiait aux mœurs de la littérature contemporaine. L’aspirant à l’école navale se mit à rêver, lui aussi, la gloire littéraire et, au lieu d’étudier, il s’occupa à lire des romans et même à essayer d’en faire. Il en résulta qu’il échoua à l’examen. À peine remis de cet échec, il alla frapper, un manuscrit sous le bras, à la porte du directeur du Courrier de Marseille et, huit jours après son texte paraissait en feuilleton dans le Courrier, sous le pseudonyme de « Georges Bruck ». Il s’agissait de l’histoire d’un premier amour, qui ne laissait guère prévoir le genre auquel se livrerait plus tard exclusivement l’ancien lycéen marseillais.
Arrivé à Paris vers la fin de 1847, il entra, lors de la Révolution de 1848, dans la garde mobile, où il fut promptement élu officier, ayant renoncé à la carrière navale, à cause de son peu d’aptitude pour les mathématiques. La lecture de Jérôme Paturot décida de sa vocation de romancier. Ses débuts furent pénibles, il se mettait à la besogne à cinq heures du matin pour ne se reposer que lorsqu’il avait achevé son œuvre quotidienne, prodigieux labeur qui dura vingt ans. À compter de 1850, il fournit à divers journaux un très grand nombre de romans-feuilletons, qui lui donnèrent un des premiers rangs dans cette spécialité. Ses premiers essais littéraires, qui parurent dans la Mode et l’Opinion publique, s’inscrivent dans la tradition du roman gothique. Par exemple, son roman la Baronne trépassée (1852) est une histoire de vengeance située autour de 1723 dans la Forêt-Noire. Il s’agit, dans la même veine que La Ville vampire de Paul Féval, d’une parodie des histoires de vampires.
En 1857, il entame la rédaction du premier roman du cycle Rocambole (parfois également appelé sous le titre Les Drames de Paris) : l'Héritage mystérieux, qui paraît dans le journal La Patrie. Il vise principalement à mettre à profit le succès des Mystères de Paris d’Eugène Sue. Rocambole devient un grand succès populaire, procurant à Ponson du Terrail une source de revenus importante et durable. Au total, il rédigera neuf romans mettant en vedette Rocambole qui, non content de passer dans la langue française, donnera également naissance à l’adjectif « rocambolesque ». Le dernier mot de Rocambole a ainsi valu à la Petite Presse, en aout 1866, un tirage de plus de cent mille exemplaires. Rocambole devient un véritable phénomène de société, le mot de « rocambolesque » fait son apparition dans le vocabulaire pour désigner une histoire compliquée et invraisemblable. Le succès de Ponson, qui écrit très vite et sans se relire, attire en effet les jalousies : les mauvaises langues le surnomment « Tesson du Portail » ou « Ponton du Sérail » et s’amusent à parodier son style primesautier avec des pastiches du genre « D’une main il leva son poignard, et de l’autre il lui dit… », « Quand il se releva, il était mort » ou « Elle avait les mains aussi froides que celles d'un serpent », que certains finiront par croire comme émanant réellement de sa plume, même si, des années même avant sa mort, L'Intermédiaire des chercheurs et curieux avait indiqué l’origine de cette dernière plaisanterie, due à un journaliste du Figaro. Cela pourtant n’empêchera pas le même périodique de tomber dans son propre piège en attribuant, plusieurs années après, d’autres bourdes légendaires au même auteur.
Son intense production littéraire lui permet, en tout cas, de mener grand train, comme de conduire au bois sa voiture et faire caracoler son cheval, luxe inusité qui ne lui fut pas pardonné, et dont on se vengea par des attaques qui tournèrent au profit de celui qui en était l’objet. Comme il n’appréciait ce qu’il gagnait que pour le faire partager à ses amis, sa maison d’Auteuil était ouverte à ses amis. Une autre fois qu’à une soirée, il avait joué gros jeu et s’était trouvé décavé, Charles Schiller, de la Patrie, lui avait suggéré : « Faites de la copie, la copie c’est de l’argent. » Les invités partis, Ponson ralluma les bougies, se mit à sa table et écrivit, dans la nuit, les Oranges de la marquise, nouvelle qui, dès le lendemain, procura de l’argent à son auteur.

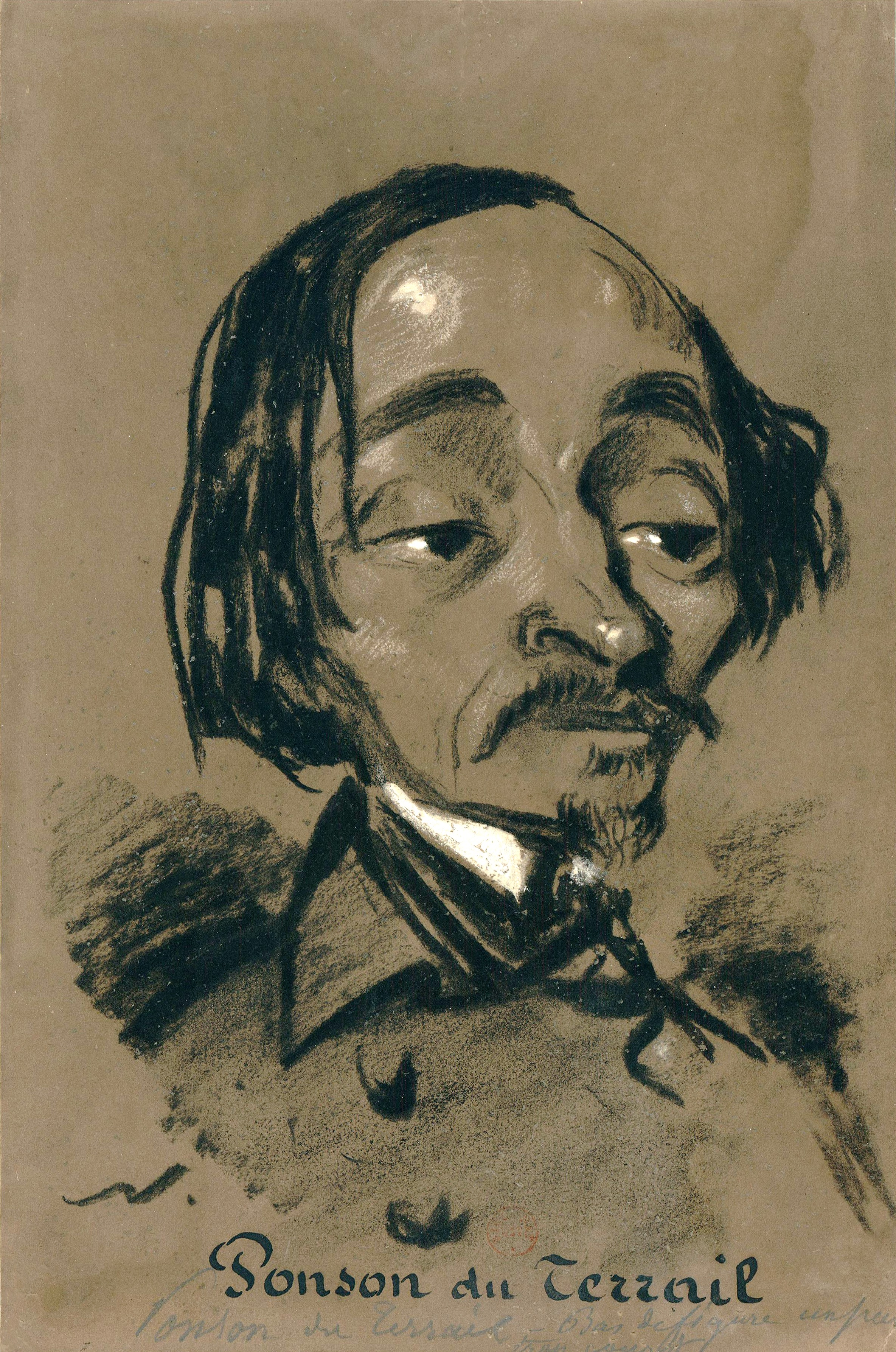
Caricature de Ponson par Nadar.

Le 14 juin 1860, il épouse, à Orléans, Louise Lucile Jarry, fille d’Alexandre Isidore, maire de Donnery, et de Geneviève Lucile Morand. Sont présents à son mariage : l’architecte Victor Charles de Montullé, l’avocat et écrivain Frédéric Thomas, le feuilletonniste Étienne Joseph Enault et l’avocat et journaliste Emmanuel Gonzales. À l’occasion de son mariage, il découvre les multiples erreurs de l’enregistrement de son état civil. À Montmaur, son nom est « Deponson » au lieu de « de Ponson ». À Orléans, il est appelé « Duponson ». Il est, en conséquence, amené à faire rectifier son état civil, et signe son acte civil de mariage « P. A. de Ponson » et l’acte religieux « A. de Ponson du Terrail ».
Ponson a habité deux propriétés en Orléanais : Les Charmettes à Donnery et la Reinerie à Fay-aux-Loges. Le 19 février 1861, il acquiert à Donnery, la propriété des Charmettes (qui tire son nom des anciens propriétaires Charmet, négociants en vin parisiens). Cette grande demeure borde le canal d'Orléans. Il y fait construire un chalet qui lui permet de ranger ses voitures au rez-de-chaussée, et qui lui sert de cabinet de travail à l’étage. Il eut quelques démêlés avec l’administration du canal qui lui fit démolir un balcon qu’il avait fait ajouter sans autorisation, et qui surplombait le chemin de halage. Chaque année, de la fin de l’été jusqu’au début de l’hiver, il descend régulièrement de Paris pour habiter cette maison car c’est la période de la chasse. Il a aussi demeuré à la Reinerie, propriété de sa belle-mère. Mais l’inventaire dressé après sa mort, montre qu’il n’y possédait rien. Tous ses effets et meubles étaient aux Charmettes. À Paris, il habitait un hôtel particulier rue Erlanger,.
À la fin de l’année 1865, il mène de front dans cinq journaux quotidiens, grands ou petits, cinq romans-feuilletons à la fois et fournira, pendant plus de vingt ans, toute la presse parisienne (l'Opinion nationale, la Patrie, le Petit Journal, etc.) en feuilletons. Dans le nombre se trouvait le Moniteur, alors journal officiel. Très goûté en haut lieu, pour cette collaboration, il fut décoré de la Légion d’honneur en 1866.
Entre 1865 et 1871, il écrit plusieurs romans ayant l’Orléanais pour cadre : Le Chambrion (1865) ; Le Nouveau Maître d’école (1865), sur lequel il compte beaucoup pour la Légion d’honneur qu’il obtiendra en 1866 ; La Veuve de Sologne (1866) ; Les Mémoires d’un gendarme (1867) ; Mon Village (1867-1868) ; Le Grillon du Moulin (1868) ; Maître Rossignol, le Libre Penseur (1869) ; Le Forgeron de la Cour-Dieu (1869-1870) ; Les Mystères du bois (1871).

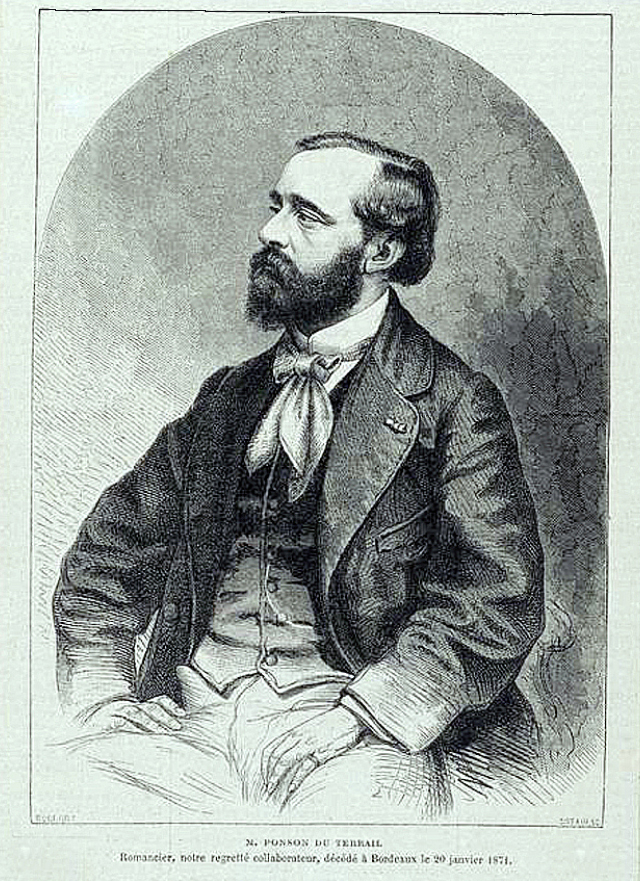
Gravure représentant Pierre Alexis Ponson du Terrail, parue dans le journal La Patrie, lors de sa mort.

Saint-Donat est le nom qu’il donne à Donnery, son village d’adoption, dans plusieurs romans : Le Nouveau Maître d’école et deux des romans composant Mon Village : la Mère Miracle et le Brigadier La Jeunesse. Si l’action est purement fictive, plusieurs personnages ont réellement existé, leurs noms ayant été légèrement modifiés. Dans le Nouveau Maître d’école, il brosse un portrait savoureux du maire de Saint-Donat et de sa femme (ses beaux-parents). Celui de la femme est particulièrement piquant, encore qu’il ait été adouci depuis la première épreuve du roman figurant dans son dossier de Légion d’honneur.
En août 1870, au début de la guerre franco-allemande de 1870, alors qu’il venait d’entamer la rédaction d’un nouvel épisode de la saga de Rocambole, Napoléon III ayant capitulé devant les Allemands, il prit une part active à la défense du pays en prenant les armes. Ayant quitté la capitale assiégée pour gagner sa demeure orléanaise, il se démène pour mettre sur pied un corps de francs-tireurs composé de paysans et de chasseurs, et opérant en forêt de Marchenoir. Les journaux parisiens et locaux en parlèrent longuement, mais on doutait de l’efficacité de ce corps franc, qui fut donc rapidement intégré dans l’armée régulière. Les Allemands ayant incendié son château, il se vit obligé de quitter la région, vers la fin de novembre 1870, pour suivre le gouvernement provisoire à Tours, puis à Bordeaux, où il succomba des suites de l’épidémie de variole, à cinq heures du soir, au 94 de la rue de Pessac, avec, à son chevet, le prêtre qui lui avait administré les derniers sacrements, sa vieille mère et sa jeune femme, laissant inachevée la saga de Rocambole. Son dernier feuilleton, publié six mois avant sa mort, dans le Petit Moniteur, quand éclata la guerre, s’intitulait les Français à Berlin.
En dépit des préoccupations dues à la guerre, une foule nombreuse vint à ses obsèques, le 1er février à l’église Sainte-Eulalie de Bordeaux, auxquelles assistèrent Dalloz, Joubert, Claudin, Debans, du Moniteur, Gibiat et Léon Dupont, du Constitutionnel, Ganesco, de la Liberté, Jenty et Garcin, de la France ; la presse bordelaise était représentée par Doinet, du Journal de Bordeaux, et Ribadieu, de la Guienne ; vinrent également Alphonse Royer, ancien directeur de l’Opéra, et plusieurs artistes des théâtres de Paris ; André de Bellecombe, de la Société des gens de lettres, Filippi, du ministère de l’Intérieur, etc.. D’abord inhumé au cimetière de la Chartreuse, où Dalloz prononça un discours et où un détachement du 5e de ligne lui rendit les honneurs militaires attachés au grade de chevalier de la Légion d’honneur, son corps ne fut ramené à Paris qu’en 1878, où il fut inhumé, le 9 mars, en présence notamment d’Alexandre Dumas fils, Emmanuel Gonzalès, le baron Taylor, Édouard Dentu, Pierre Zaccone, Élie Berthet, Jules Noriac, Félix Duquesnel, du Boisgobey, Gustave Aimard, Camille Debans, Charles Chincholle, Pierre Véron, Honoré Champion, Léonce Peragallo, Jules Moret, Eugène Ritt, au cimetière de Montmartre, où aucune inscription, pas même son nom, ne signale sa sépulture à l’attention du visiteur.
Sa postérité littéraire est telle qu’il continue de publier, même après sa mort. Du moins, c’est ce que donnerait à penser la parution, sous son nom, de la Juive du Château-Trompette en feuilleton dans le Petit Bordelais, en 1871, mais ce roman doit probablement être attribué à Charles Chincholle.
Les Charmettes furent un temps la propriété de Henri Boland (vers 1881).

## Œuvres

### Cycle Rocambole
- L’Héritage mystérieux, Paris, Louis de Potter, 1858, 9 vol. in-8° (OCLC 458018304).

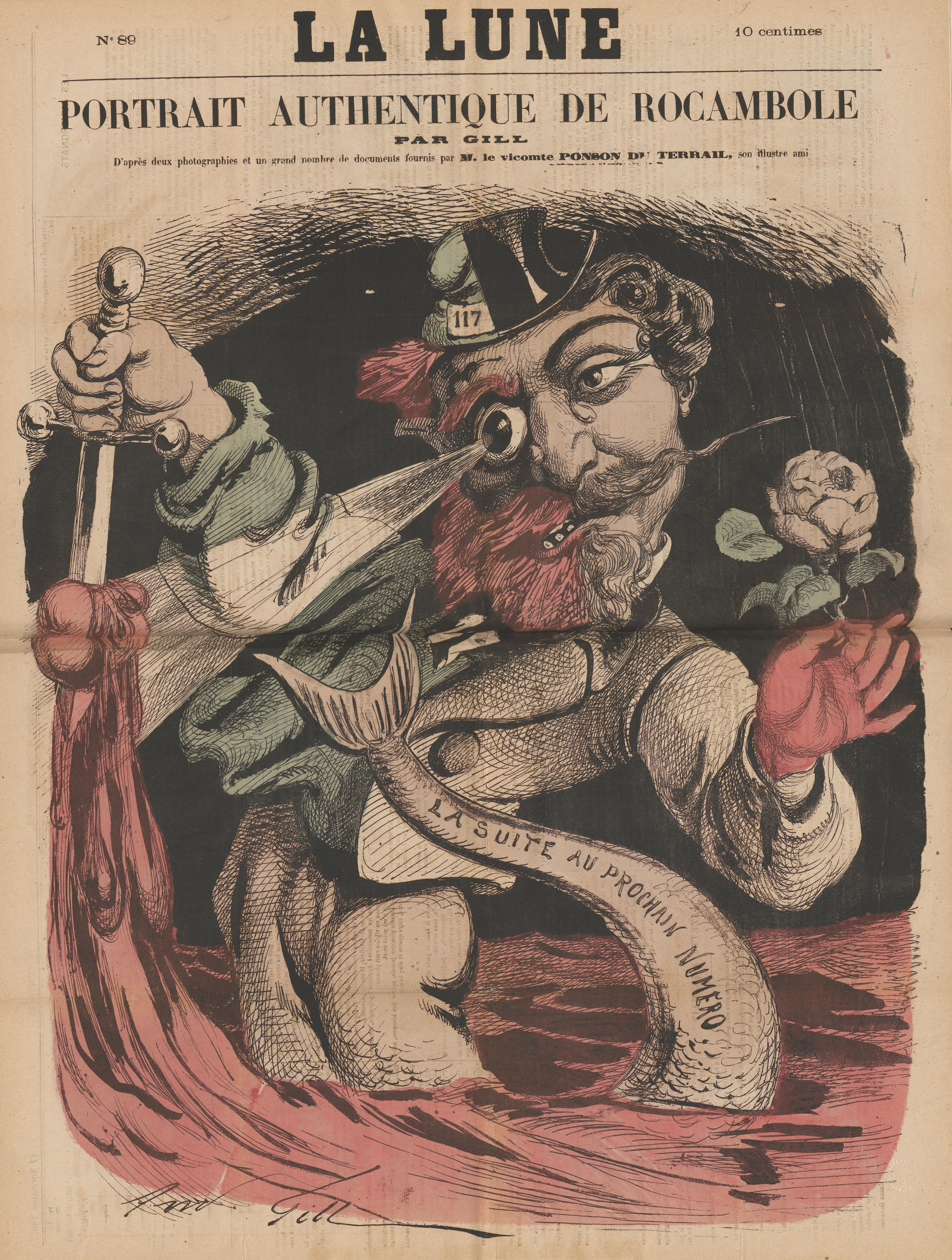
Portrait authentique de Rocambole publié dans la Lune en 1867.

- Le Club des Valets-de-cœur, Paris, Louis de Potter, 1858, 16 vol. in-8° (OCLC 458018384).
- Les Exploits de Rocambole : Une fille d’Espagne. La Mort du sauvage, Paris, Louis de Potter, 1859, 16 vol. in-8° (OCLC 458018479).
- Les Chevaliers du clair de lune, 1860-1863, composé de :
  - Le Manuscrit du Domino et La Dernière Incarnation de Rocambole.
  - Le Testament de Grain de Sel et Le Château de Belle-Ombre.
- La Résurrection de Rocambole, 1865-1866), composé de :
  - Le Bagne de Toulon, Les Orphelines, Madeleine, Rédemption et La Vengeance de Wasilika.
- Le Dernier Mot de Rocambole, 1866-1867), composé de :
  - Les Ravageurs, Les Millions de la bohémienne, Le Club des crevés, La Belle Jardinière et Le Retour de Rocambole & 'La Vérité sur Rocambole' sont souvent affiliée à cette série.
- Les Misères de Londres, 1868, composé de :
  - La Nourrisseuse d’enfants, L’Enfant perdu et Le Moulin sans eau, Les Tribulations de Shoking ainsi que :
  - Newgate, Le Cimetière des suppliciés, Un drame dans le Southwark, L’Enfer de mistress Burtin, Les Amours du Limousin, La Captivité du maître, Le Fou de Bedlam et L’Homme gris
- Les Démolitions de Paris, 1869 et La Corde du pendu, 1870.

### Autres
- La baronne trépassée, Paris, Baudry, 1852, 319, 318, 320, 3 vol. in-8° (OCLC 764023554, lire en ligne).
- La femme immortelle, 1852.
- Les Coulisses du monde : Un prince indien, Paris, Baudry, 1853, 2 vol. 21 cm (OCLC 42043034).
- Le pacte de sang, (2 tomes), Hetzel, et Alphonse Durr Leipzig, 1858.
- Les chiens de chasse. Récits d'automne, Paris, F. Amyot, 1863.
- Mémoires d’une veuve, Édouard Dentu, 1865.
- Les Cosaques à Paris, librairie Hachette, 1866.
- La mère Michel, librairie Hachette, 1866.
- Le Paris mystérieux, 1867, 4 volumes.
  - Les spadassins de l'Opéra
  - Les compagnons de l'amour
  - La dame au gant noir
  - Le roman de Fulmen
- Les nuits de quartier Breda, Édouard Dentu, 1867.
- La messe noire, Aventures de cape et d'épée, (3 volumes), Édouard Dentu, 1869
  - La ribaude ensorcelée,
  - La danseuse de cordes,
  - Le palais mystérieux
- Bavolet, (texte écrit en 1850) mais publié à la suite de La messe noire chez E. Dentu en décembre 1869
- Le forgeron de la Cour-Dieu, 1869 ; réédité sous forme de roman-feuilleton dans Le Journal du Loiret du 26 décembre 1921 au 14 mars 1923.
- La jeunesse du roi Henri, 4 volumes.
  - La jeunesse du roi Henri.
  - Les galanteries de Nancy-la-belle.
  - Les amours du roi-trèfle
  - La reine des barricades, Paris, E. Dentu, 1869, 432 p., in-12 (lire en ligne).
- Le trompette de la Bérésina : La mare aux fantômes, Paris, A. Faure, 1866, 2e éd., v-291, in-16 (lire en ligne).

### Apocryphes
- La Juive du Château-Trompette, Paris, Calmann-Lévy, 1879, 304, 334, 308, 3 vol. in-16 (lire en ligne)Roman apocryphe probablement dû à Charles Chincholle.

## Adaptations

### Cinéma
- Le Forgeron de la Cour-Dieu (Il fabbro del convento), film italien de Max Calandri (it), sorti en 1945.
- Si le roi savait ça (Al servizio dell'imperatore), film franco-italien de Caro Canaille et Edoardo Anton, sorti en 1958

Rocambole a été adapté à plusieurs reprises au cinéma :
- Les Exploits de Rocambole, film muet français réalisé par Georges Denola, sorti en 1914 ;
- Rocambole et l'Héritage du marquis de Morfontaine, film muet français réalisé par Georges Denola, sorti en 1914 ;
- Rocambole, film français réalisé par Gabriel Rosca, sorti en 1933 ;
- Rocambole ou Les exploits de Rocambole (1re époque), film franco-italien réalisé par Jacques de Baroncelli, sorti en 1948 ;
- La Revanche de Baccarat (2e époque), film franco-italien réalisé par Jacques de Baroncelli, une suite du précédent, tournée simultanément avec les mêmes acteurs, sorti en 1948 ;
- Rocambole (ou Rocambole contre Services secrets), film franco-italien réalisé par Bernard Borderie, sorti en 1963 ;

### Télévision
- 1964 : Rocambole, feuilleton télévisé créé par Jean-Pierre Decourt.
- 1966 : Le Trompette de la Bérésina, feuilleton télévisé réalisé par Jean-Paul Carrère.
- 1974 : La Juive du Château Trompette réalisé par Yannick Andréi
- 1993 : « Proklyatie Dyuran (Проклятие Дюран) », sur IMDb, série télévisée russe réalisée par Viktor Titov.

### Théâtre
- Rocambole, drame en 5 actes et 9 tableaux, Michel Lévy frères, Paris, 1864. Auguste Anicet-Bourgeois et Ernest Blum. Première donnée à l'Ambigu-Comique, le 26 août 1864.